# Erich Dunskus
Erich Adolf Dunskus (Dobrovol'sk, 27 luglio 1890 – Hagen, 25 novembre 1967) è stato un attore tedesco.

## Filmografia parziale
- L'uomo invisibile attraversa la città (Ein Unsichtbarer geht durch die Stadt), regia di Harry Piel (1933)
- La donna del mio cuore (Liebesleute), regia di Erich Waschneck (1935)
- Giovanna d'Arco (Das Mädchen Johanna), regia di Gustav Ucicky (1935)
- Die göttliche Jette, regia di Erich Waschneck (1937)
- Non promettermi nulla (Versprich mir nichts!), regia di Wolfgang Liebeneiner (1937)
- Sherlock Holmes (Der Mann, der Sherlock Holmes war), regia di Karl Hartl (1937)
- Il bolide d'argento (Der große Preis), regia di Karl Anton (1944)